# Sant Aon
Saint-Haon és un municipi francès situat al departament de l'Alt Loira i a la regió d'Alvèrnia-Roine-Alps. L'any 2007 tenia 375 habitants.

## Demografia

### Població
El 2007 la població de fet de Saint-Haon era de 375 persones. Hi havia 174 famílies de les quals 55 eren unipersonals (25 homes vivint sols i 30 dones vivint soles), 64 parelles sense fills, 38 parelles amb fills i 17 famílies monoparentals amb fills.
La població ha evolucionat segons el següent gràfic:
Habitants censats

### Habitatges
El 2007 hi havia 395 habitatges, 177 eren l'habitatge principal de la família, 170 eren segones residències i 48 estaven desocupats. 388 eren cases i 6 eren apartaments. Dels 177 habitatges principals, 155 estaven ocupats pels seus propietaris, 12 estaven llogats i ocupats pels llogaters i 11 estaven cedits a títol gratuït; 1 tenia una cambra, 4 en tenien dues, 31 en tenien tres, 50 en tenien quatre i 91 en tenien cinc o més. 142 habitatges disposaven pel capbaix d'una plaça de pàrquing. A 75 habitatges hi havia un automòbil i a 69 n'hi havia dos o més.

### Piràmide de població
La piràmide de població per edats i sexe el 2009 era:
| Homes | Edats   | Dones |
| ----- | ------- | ----- |
| 0     | 95 o +  | 0     |
| 0     | 90 a 94 | 4     |
| 0     | 85 a 89 | 8     |
| 12    | 80 a 84 | 12    |
| 16    | 75 a 79 | 12    |
| 12    | 70 a 74 | 20    |
| 20    | 65 a 69 | 20    |
| 16    | 60 a 64 | 0     |
| 4     | 55 a 59 | 8     |
| 16    | 50 a 54 | 20    |
| 12    | 45 a 49 | 0     |
| 24    | 40 a 44 | 12    |
| 20    | 35 a 39 | 8     |
| 4     | 30 a 34 | 8     |
| 0     | 25 a 29 | 8     |
| 4     | 20 a 24 | 8     |
| 12    | 15 a 19 | 4     |
| 8     | 10 a 14 | 20    |
| 12    | 5 a 9   | 0     |
| 4     | 0 a 4   | 0     |

## Economia
El 2007 la població en edat de treballar era de 211 persones, 148 eren actives i 63 eren inactives. De les 148 persones actives 132 estaven ocupades (76 homes i 56 dones) i 14 estaven aturades (7 homes i 7 dones). De les 63 persones inactives 29 estaven jubilades, 11 estaven estudiant i 23 estaven classificades com a «altres inactius».

### Ingressos
El 2009 a Saint-Haon hi havia 153 unitats fiscals que integraven 318 persones, la mediana anual d'ingressos fiscals per persona era de 10.985,5 €.

### Activitats econòmiques
Dels 10 establiments que hi havia el 2007, 1 era d'una empresa alimentària, 1 d'una empresa de fabricació d'altres productes industrials, 1 d'una empresa de construcció, 1 d'una empresa de comerç i reparació d'automòbils, 1 d'una empresa de transport, 2 d'empreses d'hostatgeria i restauració, 1 d'una empresa d'informació i comunicació i 2 d'empreses de serveis.
Els 2 serveis als particulars que hi havia el 2009 eren tallers de reparació d'automòbils i de material agrícola.
L'únic establiment comercial que hi havia el 2009 era una fleca.
L'any 2000 a Saint-Haon hi havia 49 explotacions agrícoles que ocupaven un total de 2.560 hectàrees.

## Poblacions més properes
El següent diagrama mostra les poblacions més properes.